# Twilight Cruiser
Twilight Cruiser är ett musikalbum av Kingdom Come. Det släpptes 1995 och är bandets femte album.

## Låtlista
Alla låtar är gjorda av Lenny Wolf
1. "Always On The Run" – 4:13
2. "Law of Emotions" – 4:03
3. "Twilight Cruiser" – 6:39
4. "Janin" – 4:00
5. "Hope Is On Fire" – 3:26
6. "Thank You All" – 4:41
7. "Rather Be On My Own" – 3:07
8. "Can't Put Out and Not Take Back" – 4:19
9. "Could Ground" – 4:16
10. "I Don't Care" – 5:26
11. "Gonna Change" – 3:45
12. "Should Have Known" – 4:35